# Canon de 138 mm modèle 1884
Pour les articles homonymes, voir Canon de 138 mm.
Le canon de 138 mm modèle 1884 désigne un canon naval construit à la fin du XIXe siècle pour la Marine française. Il équipe notamment les cuirassés de la classe Marceau et plusieurs classes de croiseurs protégés. Certains de ces canons sont ensuite réutilisés à terre ou sur des plus petits navires.

## Utilisation
Le canon de 138 mm modèle 1884 est utilisé comme artillerie secondaire sur les cuirassés de la classe Marceau. Il constitue aussi l'armement principal des croiseurs lancés dans les années 1880, tels les  croiseurs protégés des classes Forbin et Troude.